# Крещение селенитов (картина Карпаччо)
Крещение селенитов (итал. Battesimo dei seleniti) — картина венецианского художника Витторе Карпаччо. Хранится в Венеции, в Скуоле ди Сан-Джорджо дельи Скьявони.

### История создания
Скуола ди Сан-Джорджо дельи Скьявони («Schiavoni» на венецианском диалекте означает «славяне») была основана в 1451 году выходцами из Далмации, в основном моряками и ремесленниками славянского происхождения. В 1502 году Витторе Карпаччо получил от Скуолы заказ на несколько картин для украшения зала собраний братства — Альберго (итал. Albergo). В том же году он создал два полотна на евангельские сюжеты, а затем приступил к созданию семи картин, посвященных житию святых покровителей братства — Георгия, Трифона и Иеронима, которые он закончил приблизительно к 1507 году. Святому Георгию посвящены три работы: «Битва святого Георгия с драконом», «Триумф святого Георгия» и «Крещение селенитов». В середине XVI века после реконструкции здания полотна Карпаччо были перемещены из зала Альберго на втором этаже в часовню на первом.

### Сюжет и описание картины
Вероятно, Карпаччо почерпнул детали сюжета из популярного в его эпоху сборника преданий — «Золотой легенды» Иакова Ворагинского. Согласно легенде, вблизи ливийского города Силены поселился ужасный дракон, который поражал жителей своим смертоносным дыханием. Чтобы задобрить его, горожанам приходилось ежедневно приносить ему в жертву овец и людей. В тот день, когда жребий идти к дракону выпал дочери местного царя, ей повстречался Георгий — римский воин-христианин. Он вступил в бой с драконом и поразил его копьем. Приведя раненого дракона в город, Георгий предложил жителям принять крещение, а затем зарубил дракона мечом.
На полотне изображено крещение жителей Силены. На ступенях храма или дворца преклоняют колени король и принцесса, принимая обряд крещения, который совершает святой Георгий водой из бронзового сосуда. Вокруг ступеней собралось множество горожан в восточных одеждах. Слева, на возвышении, покрытом ковром, музыканты в экзотических нарядах трубят в трубы и бьют в барабаны.